# Streetlife Serenade (àlbum)
Streetlife Serenade va ser el tercer àlbum de Billy Joel, i el seu segon amb la discogràfica Columbia Records.
Streetlife Serenade Va sortir al mercat el 1974, després d'èxits com a "Piano Man" i "Captain Jack" de l'àlbum Piano Man. Mentre que àlbum no va gaudir de l'èxit financer com els seus predecessors, va marcar el començament de les males relacions amb els crítics de música i amb la indústria musical. En la cançó "The Entertainer", Billy Joel es mofa dels executius que els interessa molt poc l'artista musical o els seus sentiments:
| Anglès | Català |
| --- | --- |
| "I am the entertainer," "I've come to do my show," "You've heard my latest record," "it's been on the radio" "It took me years to write it," "they were the best years of my life" "It was a beautiful song but it ran too long" "If you're gonna have a hit you gotta make it fit" "So they cut it down to 3:05" | "Sóc l'artista," " He vingut a fer el meu espectacle," " Heu sentit el meu últim disc," " Ha estat en la ràdio" " Em va prendre anys escriure-ho," " Van ser els millors anys de la meva vida" " Era una cançó preciosa, però durava massa" " Si vols tenir un èxit hauràs d'ajustar-ho" " Llavors ells ho tallaran a 3:05" |

"The Entertainer" se situà en el #34 en les llistes.

## Llista de cançons
Totes les cançons per Billy Joel.
1. "Streetlife Serenader" – 5:17
2. "Los Angelenos" – 3:41
3. "The Great Suburban Showdown" – 3:44
4. "Root Beer Rag" (instrumental) – 2:59
5. "Roberta" – 4:32
6. "The Entertainer" – 3:48
7. "Last of the Big Time Spenders" – 4:34
8. "Weekend Song" – 3:29
9. "Souvenir" – 2:00
10. "The Mexican Connection" (instrumental) – 3:37